# Kościół Ofiarowania Najświętszej Maryi Panny w Łęczycy
Kościół Ofiarowania Najświętszej Maryi Panny w Łęczycy – katolicki kościół filialny zlokalizowany we wsi Łęczyca w gminie Stara Dąbrowa, w powiecie stargardzkim (województwo zachodniopomorskie). Należy do parafii Miłosierdzia Bożego w Parlinie.

## Historia i architektura
Wzniesiony w XV wieku w stylu gotyckim kościół murowany jest z kamienia polnego. Sytuowany na rzucie prostokąta, jest orientowaną, jednonawową budowlą. Kryty jest dwuspadowym dachem z ceramicznej dachówki. W ścianie wschodniej znajduje się ostrołukowe okno, jej szczyt zdobią ostrołukowe blendy. W ścianie południowej znajduje się zamknięty pełnym łukiem portal wejściowy, nad którym widoczne są resztki zegara słonecznego. Okna w bocznych ścianach nawy zamknięte są ostrołukowo. Od strony zachodniej do kościoła dostawiona jest wieża na planie kwadratu, w konstrukcji kamienno-drewnianej, zwieńczona hełmem pokrytym ocynkowaną blachą. W przyziemiu wieży znajduje się ostrołukowy, uskokowy portal. Na wieży zawieszony jest dzwon z 1923 roku, o średnicy 150 cm. Teren kościoła otacza kamienny mur z bramkami.
Wnętrze kościoła nakrywa płaski, drewniany strop. Nad wejściem umieszczona jest empora organowa, współcześnie bez instrumentu. W kościele znajduje się barokowa ambona pozbawiona baldachimu, nie zachował się natomiast oryginalny ołtarz. W ścianie prezbiterium umieszczona jest nisza – dawne sakrarium. Na wyposażeniu zachowała się renesansowa, wykonana z piaskowca płyta nagrobna Berneta von Midelnitz i jego żony Kathariny von Schöning oraz gotyckie figury Madonny i św. Jana Chrzciciela.
Po II wojnie światowej kościół został konsekrowany jako świątynia katolicka w 1947 roku.